# جون نيل (لاعب كريكت)
جون نيل (18 أكتوبر 1926 في المملكة المتحدة - 18 أبريل 2012 في المملكة المتحدة) (بالإنجليزية: John Neal)‏ هو لاعب كريكت بريطاني وبريطاني (وحمل سابقاً جنسية المملكة المتحدة لبريطانيا العظمى وأيرلندا). لعب مع نادي مقاطعة ساسكس للكركيت ‏.

## وصلات خارجية
- جون نيل على موقع إي آس بي آن كريك إنفو (الإنجليزية)